# Pangrapta ferrugineiceps
Pangrapta ferrugineiceps là một loài bướm đêm trong họ Erebidae.